# TOKYO本音モデルズ
『TOKYO本音モデルズ』（とうきょうほんねモデルズ）は、2009年10月19日、フジテレビ系列の登龍門枠（火曜日1:25 - 2:25(月曜深夜)）で放送されたドラマ。同作は『TOKYO REAL MODELS』とも表記される。「東京ガールズコレクション」の舞台裏などが登場するノンフィクションのドキュメンタリー部とフィクションのドラマ部が境界線なく構成され、ひとつの物語が形作られるという異色の構成を持つ。

## あらすじ
出演した東京ガールズ・コレクションが大成功し、安堵する藤井リナとマリエ。普段から仲の良い友人である2人だが、マリエの元カレとリナが密会していた事実が判明し、不穏な空気に。業界内でゴシップ話も巡りに巡り、ついに写真集の打合せ中に周囲を凍り付かせるほどの女同士の大ゲンカを展開。険悪な関係のまま撮影本番を迎えるが、リナとマリエの一歩も引かない意地の張り合いによって、奇跡が生まれる。

## 備考
- 藤井リナ、マリエ、ローラといったファッションモデルたちが実名で登場する。
- 「東京ガールズコレクション」のショーや舞台裏、ファッション誌「ViVi」の撮影風景、実在のテレビ番組「ワッチミー!TV」、「プレミアの巣窟」収録風景が作品内に登場する。これらの場面はキャスト達の実際の仕事風景である。
- ドキュメンタリーとドラマが境目なく展開するという構成のため、厳密にいえば「リアリティドラマ」とされる作品とは異なる。しかし、前述の構成により、どこまでが本当でどこからがフィクションなのかが分からないため、その緊張感がこの作品独自の個性を形成している。
- 続編に相当する「TOKYO本音モデルズ2 TOKYO REAL MODELS〜episode spring〜」が制作されている（放送は2010年4月）。演出家や脚本家といったスタッフは同一だが、キャストは一部異なる。「TOKYO本音モデルズ 1&2」としてDVDソフト化もされている。

## スタッフ
- 演出：松木創
- 脚本：龍樹
- 企画：太田大
- プロデューサー：鎌田雄介（ボイス&ハート）
- 撮影監督：白石利彦
- 編集：平原賢志
- 選曲：松木創
- 制作：フジテレビ、バンエイト